# Josip Jelačić
O conde Josip Jelačić Bužimski (Petrovaradin, 1801 – Zagreb, 1859) foi um general austríaco, homem de estado croata e barão, conde e bano do Reino da Croácia entre 23 de março de 1848 e 19 de maio de 1859. Era membro da Casa de Jelačić e foi destacado general do Império Austríaco, especialmente pelas suas campanhas militares durante as Revoluções de 1848 e pela sua intervenção na abolição da servidão na Croácia, país onde é considerado herói nacional.